# Жалість
Жа́лість — одна з форм почуття дискомфорту, часто набуває вид поблажливого співчуття. Об'єкт жалості сприймається як «жалюгідний», тобто принижений у своєму нещасному становищі. Жалюгідна людина позначає себе через скаргу, яка позначає недолік, заподіяний або самим ходом речей, або іншою істотою. Водночас відсутність жалю робить людину «безжальною», тобто жорстокою. В цьому випадку жалість наближається до милосердя. Однак іноді у жалості може переважати мотив переваги. Також жалість може виникати з приводу втрачених речей. Можна жалкувати про втрачений час, речі або загиблих істот («Пташку шкода»). Тут жалість наближається до печалі.
Разом з тим жалість до себе часто трактується як негативне почуття, що заважає власному саморозвитку. З цієї точки зору жалість консервує нещасне становище та приймає його як об'єктивну даність. Тут жалість наближається до поблажливої любові, яка прощає слабкості.